# Apennin ligure
Pour les articles homonymes, voir Apennin (homonymie).
L'Apennin ligure est l’extrémité ouest de l'Apennin du Nord. C'est donc le secteur le plus au nord-ouest des Apennins, qui constitue la jonction avec les Alpes ligures.
Le point culminant de ce massif est le mont Maggiorasca (1 800 m). Par convention, il s'étend du col d'Altare, qui marque l'extrémité des Alpes, jusqu’au col de la Cisa, qui le sépare de l'Apennin tosco-émilien. Cependant, d'un point de vue géologique, la séparation entre les Alpes et les Apennins se situe quelques dizaines de kilomètres à l'est du col d'Attare, au col de la Bocchetta : les montagnes situées dans la province de Savone et dans la partie la plus occidentale de celle de Gênes sont donc géologiquement issues de l'orogenèse alpine,,.

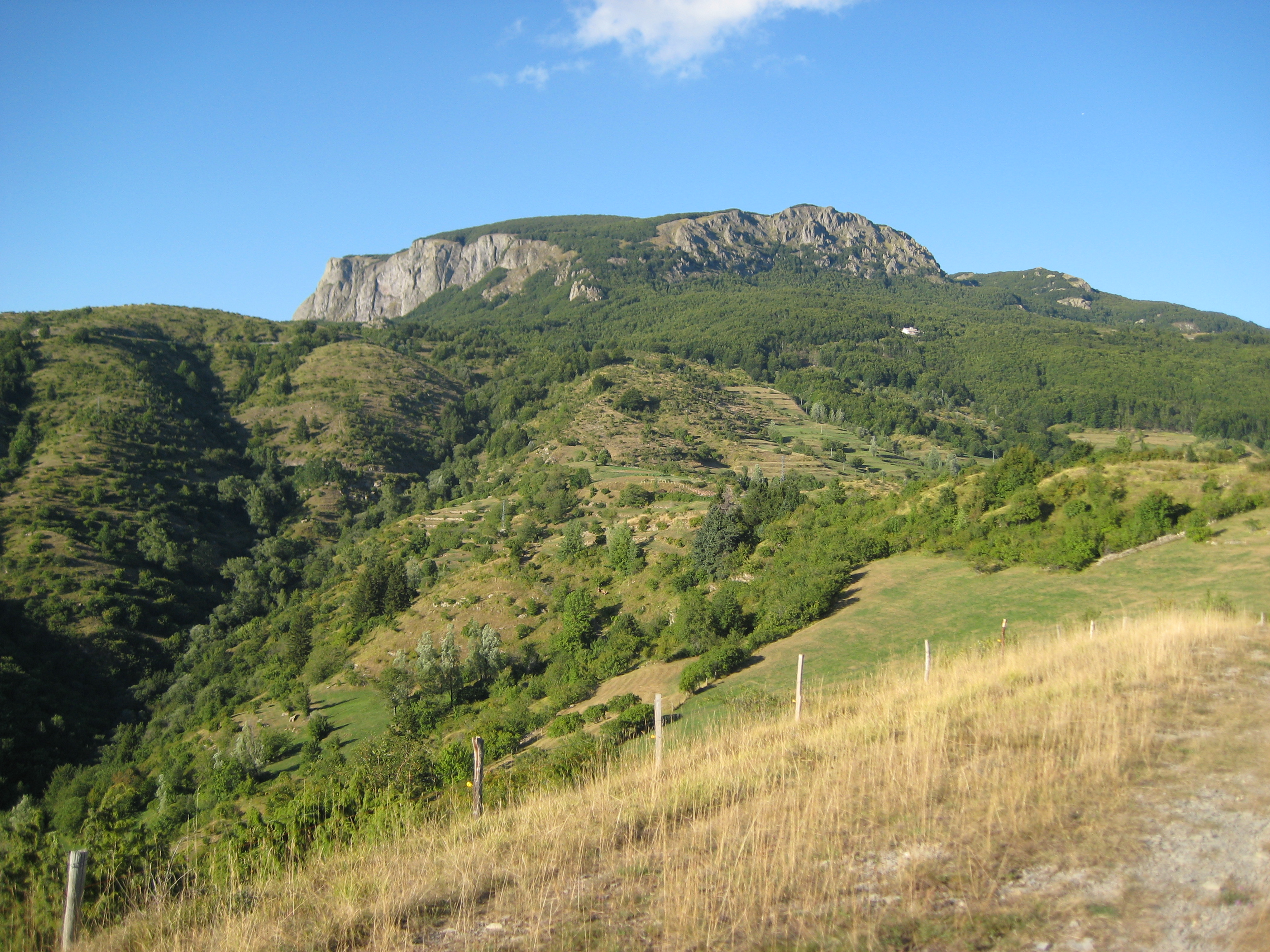
Le mont Maggiorasca (1 800 m).
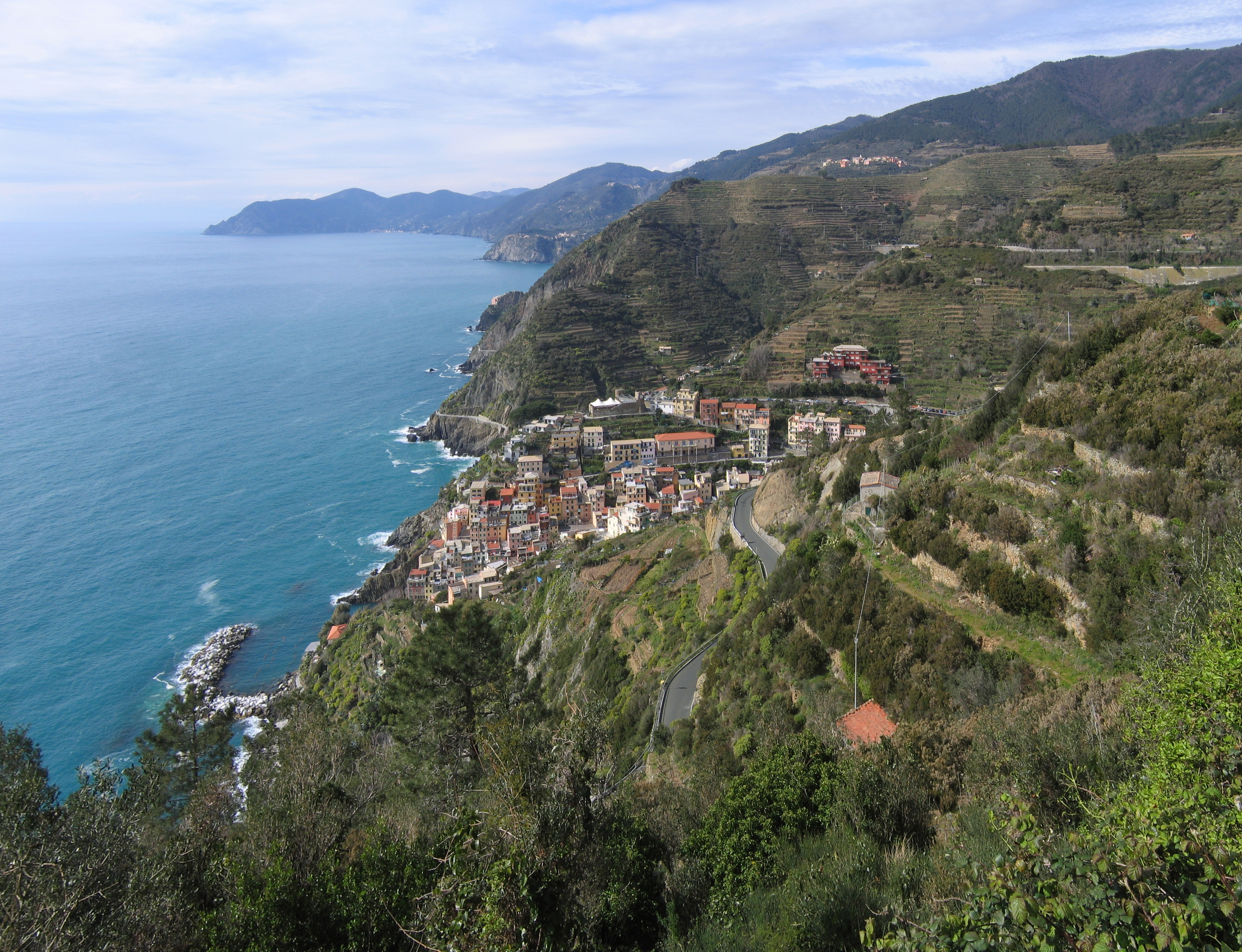
La côte des Cinque Terre.
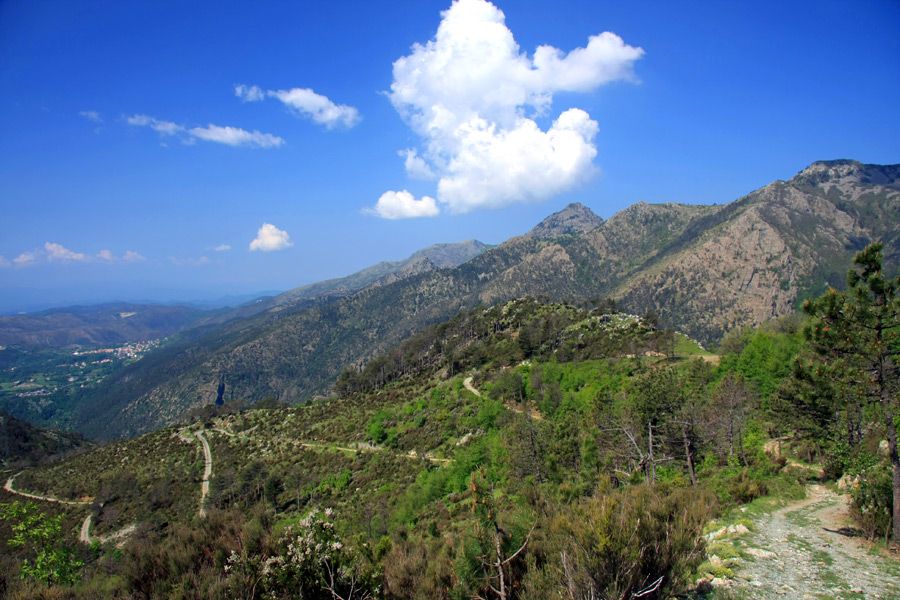
Le parc naturel régional del Beigua (it).